# Culinária de Gibraltar
Devido à sua localização, a culinária de Gibraltar devia assemelhar-se bastante à culinária da Espanha ou de Marrocos; o facto deste exclave ser britânico pesa na sua cozinha; pensando ainda que os cidadãos britânicos têm origem tão diversas como a Índia, a China, o Quénia, a Dinamarca e a França, é fácil entender como pratos desses países estão representados em Gibraltar.
No entanto, e ainda devido à sua localização, os pratos de peixes e mariscos são um dos carateres distintivos da cozinha de Gibraltar. As ostras, os filetes de salmão assado na chapa, o atum grelhado com ervas, puré de batata e beringela, as vieiras com foie gras, espinafre e ervas, são alguns exemplos. A sopa de mariscos dos pescadores ("Fisherman’s Chowder Soup") demonstra bem a fusão de culturas. 
Alguns pratos considerados típicos de Gibraltar incluem a calentita, considerada o prato nacional, deu o nome a um festival de gastronomia que acontece no exclave todos os anos.  Outros pratos típicos incluem rosto (um prato de spaghetti), torta de acelgas, rolitos, e sobremesas como pan dulce, rosquitos, bollos de hornazo, hojuelas e pudín de pan. 